# 255073 Victoriabond
255073 Victoriabond è un asteroide della fascia principale. Scoperto nel 2005, presenta un'orbita caratterizzata da un semiasse maggiore pari a 2,9320285 UA e da un'eccentricità di 0,0962490, inclinata di 3,03756° rispetto all'eclittica.
L'asteroide è dedicato alla presentatrice australiana Victoria Bond.